# General Acha
General Acha is een plaats in het Argentijnse bestuurlijke gebied Utracán in de provincie La Pampa. De plaats telt 12.536 inwoners.